# Jan Willekini
Jan II Willekini OCist (ur. ?, zm. w 1386) – duchowny rzymskokatolicki, cysters, biskup kamieński.

## Biografia
W 1385 został biskupem kamieńskim. Brak informacji kiedy i od kogo przyjął sakrę biskupią. Urząd sprawował do 1386.